# Music Revolution
Music Revolution（ミュージック・レヴォリューション（通称：ミューレボ））は、ヤマハ音楽振興会、ヤマハ株式会社、ヤマハミュージックエンタテインメントホールディングス主催の音楽コンテストである。企画、実施運営はヤマハミュージックエンタテインメントホールディングス傘下のヤマハミュージックパブリッシングが行っていた。

## 概要
- その源流はヤマハ音楽振興会、ヤマハ株式会社（旧・日本楽器）などが主催した「ポピュラーソングコンテスト」（ポプコン）で、1987年から音楽文化がフォークソング・ロックといったニューミュージックから、J-POPなどの新しい邦楽の分野にシフトされつつあり、その時代の流れに沿う形でリニューアルした10代の音楽家のためのコンクール「TEENS' MUSIC FESTIVAL」を更にリニューアルして2007年から立ち上げられた。
- 「TEENS'-」の年齢制限は10代のみであったが、当大会は23歳以下にそれを引き上げ、音楽のジャンル、オリジナル・コピーを問わず、音楽の形態（フォーク、ロック、J-POP、合唱、器楽演奏など）は一切問わない。
- コンクールの参加は全国の指定されたヤマハ特約楽器店やライブハウスで行う「ライブ予選」と演奏楽曲をテープ・CD・MD・DVDなどに収録して郵送、あるいはSoundCloudなどにアップロードした音源のURLを送る「デモテープ予選」の2本立て（どちらの方法でも参加可能）で行う。ただしメンバー全員が23歳以下（生年月日が開催年度から見て24年前の1月1日以後に生まれた者）、かつ特定の芸能事務所やレコード会社との契約を結んでいないことが条件。
- 第8回までは、これらのライブ・テープ審査（地域によっては2次審査あり）を経て、10月に全国3ブロック（東日本／西日本／九州で開催）によるエリアファイナル（準決勝審査）を行い、そこで上位入賞した者が年末、ないしは翌年1月に開催するジャパンファイナル（決勝審査）で、グランプリ（文部科学大臣賞=文部科学省後援を受けているため）を争う。
- 第9回・第10回（いずれも2015年度）は、全国6エリア（北海道・東日本・名古屋・大阪・九州・沖縄）でそれぞれファイナルステージが行われ、ジャパンファイナルはなかった。第10回をもっていったん終了としている。
- 通常の新人ミュージシャン発掘を目的としたコンテストイベントとは異なり音楽普及・楽器普及といった文化振興的な目的も備えており、そのためコピー曲でも参加可能であったり、技術や将来性に偏重したプロ視点での評価・審査がなされないこともままある。

## JAPAN FINAL受賞者

### The 1st Music Revolution（2007年度）
- グランプリ　おおたえみり
- 奨励賞　SPELUNKER／平田小百合／Think Plus／ ミサンガ
- オーディエンス賞　GOOD ON THE REEL／音子

審査員　コモリタミノル、小西康陽ほか

### The 2nd Music Revolution（2008年度）
- グランプリ　The coridras
- 奨励賞　Kamloops／BEDROOM&SHEEP／Hz
- オーディエンス賞　GINGHAM

審査員　鈴木Daichi秀行、白根賢一、江口亮ほか

### The 3rd Music Revolution（2009年度）
- グランプリ　山崎葵
- 奨励賞　tailless dog／ROTH BART BARON
- オーディエンス賞　ROTH BART BARON
- 特別審査員賞　山崎葵

審査員　秋元康、福島龍太郎ほか

### The 4th Music Revolution（2010年度）
- グランプリ　ヨシザワカヨコとりんりんズ
- 奨励賞　deepNow／MION／M.I.K.
- オーディエンス賞　ヨシザワカヨコとりんりんズ

審査員　松井五郎、根岸孝旨ほか

### The 5th Music Revolution（2011年度）
- グランプリ　さゆり（現：さユり）
- 奨励賞　立花綾香／道見舞美／高倉周作
- オーディエンス賞　おかっぱ
- MySound賞　THE NUGGETS

審査員　松井五郎、西川進ほか

### The 6th Music Revolution（2012年度）
- グランプリ　ななみ
- 奨励賞　樋口しおん／オレサマ。／たんこぶちん
- オーディエンス賞　近代ガールズ
- MySound賞　近代ガールズ

審査員　松井五郎、島田昌典ほか

### The 7th Music Revolution（2013年度）
- グランプリ　パレードパレード
- 奨励賞　THE NUGGETS／鶴田大地／音×AIR
- オーディエンス賞　the Village Papas
- MySound賞　ポコ

審査員　織田哲郎、松井五郎ほか

### The 8th Music Revolution（2014年度）
- グランプリ　安次嶺希和子
- 奨励賞　下田采／植田真衣／Pura²
- オーディエンス賞　安次嶺希和子
- MySound賞　Da.Vinci

審査員　CHOKKAKU、nishi-kenほか

## 主な参加アーティスト
- In 197666
- ウルトラタワー
- おおたえみり
- ORESAMA
- GOOD ON THE REEL
- THE★米騒動
- 鈴木友里絵
- たんこぶちん
- 中嶋イッキュウ
- ななみ
- N.O.B.U!!!
- Hello Sleepwalkers
- ビレッジマンズストア
- BLUE ENCOUNT
- 舞花
- ミサンガ
- Michi/michimemoir
- 山崎あおい
- 吉澤嘉代子
- 夜の本気ダンス
- ROTH BART BARON